# Râul Valea Picurelei
Râul Valea Picurelei este un curs de apă afluent al râului Medișa. 

## Hărți
- Harta Județul Satu Mare